# 是真愛還是憐憫
《是真愛還是憐憫》（羅馬化：Ruk Tae Rue Kae Songsan）是由一部真實故事改編的迷你劇集，為《星期五俱樂部》第8季之「是否有...真愛？」（รักแท้...มีหรือไม่มีจริง?）系列中的單元劇集。此劇由瓦西尼·昆亞尼蒂桑執導，陂帕同·頌通亞納奇與平采娜·樂維瑟派布恩領銜主演。2017年2月4日至2月25日，每週六晚間8時於GMM25首播。另外，此劇也是平采娜·樂維瑟派布恩作為自由藝人後的首部戲劇作品

## 劇情簡介
透過社群媒體，一位電台DJ與一位害羞的年輕女子開始了友誼，並漸漸發展成愛情......他們的愛情能否修成正果？。

## 演員陣容
註：括號內的演員姓名為小名。

### 主要演員
- 陂帕同·頌通亞納奇（Two） 飾演 Mon

Hit Radio的電台DJ。
- 平采娜·樂維瑟派布恩（Baifern） 飾演 Eye

### 其他演員
- 納·蘇萬恩（Palm） 飾演 Na

Eye的男友。
- 桑塔里·喬蒂潘（Nong） 飾演 Eye的母親

## 外部連結
- MyDramaList上的《是真愛還是憐憫 （页面存档备份，存于）》（英文）

## 電視節目的變遷
| 泰國 GMM25 星期六 20:00－21:15                    | 泰國 GMM25 星期六 20:00－21:15                 | 泰國 GMM25 星期六 20:00－21:15 |
| ------------------------------------------------- | ---------------------------------------------- | ------------------------------ |
|                                                   | 是真愛還是憐憫 （2017年2月4日－2017年2月25日） |                                |
| 是真愛還是眷戀 （2016年11月26日－2016年12月24日） | 是真愛還是貪婪 （2017年3月4日－2017年3月25日） |                                |